# Aéroport international d'Héraklion Níkos-Kazantzákis
L’aéroport international d’Héraklion « Níkos-Kazantzákis » (en grec moderne : Κρατικός Αερολιμένας Ηρακλείου «Νίκος Καζαντζάκης»), ou plus simplement aéroport international Níkos-Kazantzákis (code IATA : HER • code OACI : LGIR) est un aéroport situé en Crète, à Héraklion.

## Présentation
L'aéroport d'Héraklion est le second aéroport de Grèce par nombre de passagers avec environ 5 millions de passagers par an. Il occupe cependant la première place pour le nombre de passagers des vols charters. Cet aéroport est situé dans la municipalité de Néa Alikarnassós à quatre kilomètres à l’est d’Héraklion.
L'aéroport doit son nom à l’écrivain et philosophe grec Níkos Kazantzákis, né à Héraklion.
Il devrait à terme laisser la place au nouvel aéroport international d'Héraklion, situé à une quarantaine de kilomètres au sud-est.

## Piste
La piste 27 est la plus souvent utilisée pour les atterrissages comme pour les décollages. Néanmoins, seule une partie de la piste (2 000 m environ) est utilisée pour les atterrissages car les 700 m restants ne disposent pas de taxiways de dégagement. Cela implique un freinage parfois brutal lors de l'atterrissage.

## Terminal
Le terminal de l'aéroport est petit et souvent bondé en période estivale. L'aéroport dispose de deux salles d'embarquement : une pour les vols vers l'espace Schengen et une autre pour les vols partant vers des pays hors de cet espace. Aux arrivées, il n'y a que quatre tapis à bagages.

## Situation

### Carte des aéroports en Grèce
| \| 50 km1:6 137 000 \| Agrinion Aktion Alexandreia Alexandroúpoli Andravida Áraxos Astypalée Athènes · E. Venizélos Céphalonie La Canée Chios Corfou Héraklion Icarie Ioannina Kalamata Kalymnos Karpathos Kassos Kastellórizo Kastoria Kavala Cythère Kos Kotroni Kozani Larissa Lemnos Leros Milos Mykonos Mytilène Naxos Néa Anchíalos Paros Rhodes Maritsa Samos Santorin Sitía Skiathos Skyros Sparte Syros Tanagra Tatoi Thessalonique Tripoli Tympaki Zante Kastélli |
| 50 km1:6 137 000 |

## Compagnies aériennes et destinations
| Compagnies                    | Destinations |
| ----------------------------- | --- |
| Aegean Airlines               | Athènes E.-Venizélos En saison : - Alexandroúpoli-Démocrite, - Berlin-Brandebourg, - Bordeaux-Mérignac, - Brest-Bretagne, - Deauville, - Düsseldorf, - Francfort, - Larnaca, - Lille Lesquin, - Lyon-Saint-Exupéry, - Marseille-Provence, - Munich-F. J. Strauß, - Nantes-Atlantique, - Paris-Charles de Gaulle, - Stuttgart, - Tel Aviv - Ben Gourion, - Tirana-Mère-Teresa, - Toulouse-Blagnac, - Vienne-Schwechat, - Zurich En saison charter : - Brasov, - Brême, - Erevan-Zvarnots, - Friedrichshafen-Bodensee, - Memmingen, - Münster/Osnabrück |
| AeroItalia                    | En saison : Bergame-Orio al Serio |
| Air Astana                    | En saison : Almaty, Noursoultan |
| Air France                    | En saison : Marseille-Provence, Paris-Charles de Gaulle |
| Air Serbia                    | En saison charter : Belgrade-Nikola-Tesla |
| airBaltic                     | En saison : Riga, Tallinn, Vilnius |
| Animawings                    | En saison : Bucarest-H. Coandă |
| Arkia                         | En saison : Tel Aviv - Ben Gourion |
| Austrian Airlines             | En saison : Vienne-Schwechat |
| Avion Express                 | En saison charter : Vilnius |
| Bees Airlines                 | En saison : Bucarest-H. Coandă |
| Bluebird Airways              | Athènes E.-Venizélos En saison : Tel Aviv - Ben Gourion |
| British Airways               | En saison : Londres-Gatwick, Londres-Heathrow |
| Brussels Airlines             | En saison : Bruxelles-National |
| Bulgaria Air                  | En saison : Sofia-Vrajdebna |
| Buzz                          | En saison charter : Katowice-Pyrzowice, Wrocław-N. Copernic |
| Chair Airlines                | En saison : Zurich |
| Condor                        | En saison : - Düsseldorf, - Francfort, - Hambourg-H.-Schmidt, - Leipzig/Halle, - Munich-F. J. Strauß, - Stuttgart, - Vienne-Schwechat, - Zurich |
| Corendon Airlines             | En saison : - Berlin-Brandebourg, - Cologne/Bonn-K. Adenauer, - Düsseldorf, - Erfurt, - Graz-Thalerhof, - Hanovre, - Linz-Horsching, - Nuremberg-A. Dürer, - Rostock, - Vienne-Schwechat En saison charter : Alta |
| Corendon Dutch Airlines       | En saison : Amsterdam, Bruxelles-National, Groningue Eelde, Maastricht-Aix-la-Chapelle |
| Cyprus Airways                | Larnaca |
| easyJet                       | En saison : - Bâle-Mulhouse, - Berlin-Brandebourg, - Birmingham, - Bordeaux-Mérignac, - Bristol, - Édimbourg, - Genève-Cointrin, - Liverpool-J.-Lennon, - Londres-Gatwick, - Londres-Luton, - Lyon-Saint-Exupéry, - Manchester, - Milan-Malpensa, - Nantes-Atlantique, - Naples-Capodichino, - Paris-Charles de Gaulle |
| Edelweiss Air                 | En saison : Zurich |
| Enter Air                     | En saison charter : Varsovie-Chopin |
| European Air Charter          | En saison charter : Graz-Thalerhof, Linz-Horsching, Varna |
| Eurowings                     | En saison : - Berlin-Brandebourg, - Cologne/Bonn-K. Adenauer, - Dortmund, - Düsseldorf, - Hambourg-H.-Schmidt, - Prague-Václav-Havel, - Salzbourg-W. A. Mozart, - Stuttgart En saison charter : Innsbruck-Kranebitten |
| Eurowings Discover            | En saison : Francfort, Munich-F. J. Strauß |
| Finnair                       | En saison : Helsinki-Vantaa |
| flyadeal                      | En saison : Riyad-roi Khaled |
| FlyOne                        | En saison charter : Chișinău |
| Georgian Airways              | En saison : Erevan-Zvarnots |
| GetJet Airlines               | En saison charter : Vilnius |
| Helvetic Airways              | En saison : Berne-Belp, Zurich |
| Iberia Express                | En saison : Madrid-Barajas |
| Iberojet                      | En saison charter : Lisbonne-H. Delgado |
| Israir                        | En saison : Tel Aviv - Ben Gourion |
| Jet2.com                      | En saison : - Belfast, - Birmingham, - Bristol, - East Midlands, - Édimbourg, - Glasgow, - Leeds-Bradford, - Londres-Stansted, - Manchester, - Newcastle |
| Lufthansa                     | En saison : Francfort, Munich-F. J. Strauß |
| Luxair                        | En saison : Luxembourg-Findel |
| Marabu                        | En saison : - Düsseldorf, - Francfort, - Hambourg-H.-Schmidt, - Leipzig/Halle, - Munich-F. J. Strauß, - Nuremberg-A. Dürer, - Stuttgart |
| Neos                          | En saison : - Bergame-Orio al Serio, - Bologne-Borgo Panigale, - Catane-Fontanarossa, - Milan-Malpensa, - Rome Léonard-de-Vinci/Fiumicino, - Vérone - Villafranca |
| Nordica                       | En saison charter : Tallinn |
| Norwegian Air Shuttle         | En saison : Copenhague-Kastrup, Oslo-Gardermoen |
| Olympic Air                   | Thessalonique-Makedonía En saison : Rhodes-Diagoras |
| Ryannair                      | En saison : - Berlin-Brandebourg, - Bergame-Orio al Serio, - Bologne-Borgo Panigale, - Charleroi Bruxelles-Sud, - Milan-Malpensa, - Thessalonique-Makedonía, - Vienne-Schwechat |
| Scandinavian Airlines         | En saison : Copenhague-Kastrup, Oslo-Gardermoen En saison charter : Göteborg |
| Sky Express                   | Athènes E.-Venizélos, Kos, Rhodes-Diagoras, Thessalonique-Makedonía En saison : - Bruxelles-National, - Karpathos, - Lille Lesquin, - Lyon-Saint-Exupéry, - Marseille-Provence, - Nantes-Atlantique, - Paris-Charles de Gaulle, - Varsovie-Chopin, - Vólos, - Zante D.-Solomós En saison charter : - Amsterdam, - Bucarest-H. Coandă, - Cluj-Napoca, - Iași, - Lisbonne-H. Delgado, - Sibiu, - Târgu Mureș, - Weeze |
| SmartLynx Airlines            | En saison charter : Münster/Osnabrück, Tallinn |
| SmartWings                    | En saison : Bratislava-M. R. Štefánik, Brno-Tuřany, Košice (Cassovie)-Barca, Ostrava-L. Janáček, Prague-Václav-Havel En saison charter : - Ceske Budejovice, - Gdańsk-L. Wałęsa, - Karlovy Vary, - Pardubice (en), - Poznań (Posnanie)-H. Wieniawski, - Varsovie-Chopin |
| Sunclass Airlines             | En saison charter : - Billund, - Copenhague-Kastrup, - Göteborg, - Malmö, - Oslo-Gardermoen, - Stockholm-Arlanda |
| Sundair                       | En saison : Berlin-Brandebourg, Brême, Cassel, Dresde, Lübeck |
| Swiss International Air Lines | En saison : Genève-Cointrin |
| Trade Air                     | En saison charter : Ljubljana-Jože Pučnik |
| Transavia                     | Amsterdam En saison : Bruxelles-National, Eindhoven, Rotterdam-La Haye |
| Transavia France              | En saison : Lyon-Saint-Exupéry, Montpellier-Méditerranée, Nantes-Atlantique, Paris-Orly |
| TUI Airways                   | En saison : - Belfast, - Birmingham, - Bournemouth, - Bristol, - Cardiff-Rhoose, - Dublin, - East Midlands, - Exeter, - Londres-Gatwick, - Londres-Stansted, - Manchester, - Newcastle, - Norwich |
| TUI fly Belgium               | En saison : Anvers, Bruxelles-National, Liège-Bierset, Ostende-Bruges |
| TUI fly Deutschland           | En saison : Düsseldorf, Francfort, Hanovre, Munich-F. J. Strauß, Stuttgart |
| TUI fly Netherlands           | En saison : Amsterdam, Eindhoven, Rotterdam-La Haye |
| Tus Airways                   | Larnaca En saison : Tel Aviv - Ben Gourion |
| Volotea                       | Athènes E.-Venizélos En saison : - Bari-Karol Wojtyła, - Bordeaux-Mérignac, - Lille Lesquin, - Lyon-Saint-Exupéry, - Marseille-Provence, - Nantes-Atlantique, - Naples-Capodichino, - Toulouse-Blagnac, - Vérone - Villafranca |
| Vueling                       | En saison : Barcelone-El Prat, Rome Léonard-de-Vinci/Fiumicino |
| Wizz Air                      | En saison : - Belgrade-Nikola-Tesla, - Bucarest-H. Coandă, - Budapest-Ferenc Liszt, - Catane-Fontanarossa, - Cracovie-Jean-Paul II, - Gdańsk-L. Wałęsa, - Londres-Luton, - Milan-Malpensa, - Rome Léonard-de-Vinci/Fiumicino, - Tel Aviv - Ben Gourion, - Varsovie-Chopin |

## Trafic
L'aéroport d'Héraklion est l'un des plus fréquentés de Grèce, et il est courant que l'aéroport demande aux avions d'attendre avant le décollage de leur aéroport de départ. Ce problème est dû à un manque d'emplacements de stationnement.
Le graphique qui aurait dû être présenté ici ne peut pas être affiché car il utilise l'ancienne extension Graph, désactivée pour des questions de sécurité. Des indications pour créer un nouveau graphique avec la nouvelle extension Chart sont disponibles ici.

Voir la requête brute et les sources sur Wikidata.

### Zoom sur l'impact du covid de 2019-2020
Le graphique qui aurait dû être présenté ici ne peut pas être affiché car il utilise l'ancienne extension Graph, désactivée pour des questions de sécurité. Des indications pour créer un nouveau graphique avec la nouvelle extension Chart sont disponibles ici.

Voir la requête brute et les sources sur Wikidata.
| Année | Vols   | Passagers | % variation passagers |
| ----- | ------ | --------- | --------------------- |
| 2001  | 39 290 | 5 046 726 | -2,0 %                |
| 2002  | 36 664 | 4 791 729 | -5,1 %                |
| 2003  | 39 523 | 4 833 507 | +0,9 %                |
| 2004  | 38 170 | 4 712 508 | -2,5 %                |
| 2005  | 38 266 | 4 932 911 | +4,7 %                |
| 2006  | 43 740 | 5 345 652 | +8,4 %                |
| 2007  | 46 012 | 5 438 369 | +1,7 %                |
| 2008  | 45 280 | 5 437 068 | -0,02 %               |
| 2009  | 44 842 | 5 052 840 | -7,1 %                |
| 2010  | 42 396 | 4 907 337 | -2,9 %                |
| 2011  | 44 520 | 5 292 687 | +7,9 %                |
| 2012  | 40 856 | 5 076 329 | -4,6 %                |
| 2013  | 43 544 | 5 792 429 | +14,7 %               |
| 2014  | 43 637 | 6 019 296 | +5,2 %                |